# Raimangal
Raimangal és un estuari dels Sundarbans a Bangladesh; la seva entrada és al riu Guasuba; a uns 10 km de la costa rep els rius Hariabhanga (a l'oest), el Raimangal (al centre però prop de l'anterior, que dona nom a l'estuari) i el riu Jamuna (a l'est).